# محیبس
مِحِیبس کلمه مصغر شدهٔ «محبس» به معنای انگشتر، نام یکی از بازی‌های رایج شب‌های رمضانی است. این بازی بیشتر میان عرب‌های ایران، عراق و کویت رواج دارد و به عنوان میراث معنوی شب‌های رمضانی معرفی می‌شود.

## خاستگاه محیبس
خاستگاه دقیقی برای بازی محیبس عنوان نشده‌است. اما طی گزارش‌ها موجود، مردم عراق و اهواز بیشترین علاقه‌مندان و اجرا کنندگان این بازی در شب‌های رمضانی هستند. اغلب مردم در بغداد و همچنین در کردستان عراق در شب‌های رمضانی طی رقابت‌های جدی این مسابقه را دنبال می‌کنند. جذابیت این بازی به قدری است که عراقی و دیگر عرب‌های مهاجر در کشور کانادا نیز رقابت‌هایی برای بازی محیبس راه اندازی کرده‌اند.
این بازی در اهواز، آبادان، محمره (خرمشهر)، معشور (ماهشهر)، خلفيه (خلف آباد یا رامشیر)، رامز (رامهرمز)، عمیدیه (امیدیه) و دیگر شهرهای استان خوزستان از دیرباز رواج داشته‌است. مردم در شب‌های ماه رمضان در گعده های مختلف در محلات، این بازی‌ها را به صورت مسابقات محلاتی برپا می‌کنند. در بسیاری از خانواده‌های اهوازی نیز، این بازی در میان اعضای فامیل انجام می‌شود و شب‌های سرگرم‌کننده‌ای را با انجام این بازی سپری می‌کنند.
این بازی شبیه به پر یا پوچ است به صورت گروهی در بین مردم عرب و مثلاً در بین دو گروه پنج تا ۲۰ نفره انجام می‌شد.
برخی در این بازی آنقدر مهارت داشتند که می‌توانستند انگشتر را که بین ۱۰ تا ۴۰ دست قرار داشت را به راحتی با چهره خوانی فرد نگهدارنده یا با فشار دادن دست‌های آن مشخص کند. فعالان اجتماعی اهوازی بر این باورند که بازی «محیبس» و بازی‌هایی از این دست که در برخی موسم‌های زمانی به صورت دوره ای رواج می‌یابند و مدام تکرار می‌شوند را می‌توان نمودی روشن از حافظه شهری محلات و مکان‌های با هویت و با اصالت شهر دانست.

## شیوه اجرا
در بازی محیبس، یک انگشتر در میان دستان یک گروه دست به دست می‌چرخد. آنقدر دست به دست می‌شود تا حریف گمراه شود. این چرخش انگشتر در زیر پارچه یا چفیه انجام می‌شود. یک گروه که در کنار یکدیگر نشسته‌اند بر روی دستانشان رواندازی پهن می‌کنند تا مبادا حریف بداند که انگشتر در کدام دست نهفته شده‌است.
از طرفی یکی از اعضای گروه مقابل از روی چهره خوانی که تیزبین و زرنگ است به نمایندگی از گروهش وارد میدان بازی می‌شود. او باید انگشتر را از میان ده‌ها دست پیدا کند.